# Gi Group
Gi Group jest jedną z największych na świecie firm świadczących usługi z zakresu zarządzania zasobami ludzkimi, z siedzibą w Mediolanie, Włochy. Grupa Gi Group została założona przez Stefano Colli Lanzi w 1998 r. Przedsiębiorstwo jest członkiem World Employment Confederation (wcześniej CIETT), międzynarodowej organizacji zrzeszającej agencje zatrudnienia.

## Historia
Gi Group została założona przez Stefano Colli Lanzi w 1998 r. W roku 2004 dokonała przejęcia agencji zatrudnienia Fiat Group, Worknet. Rok później, grupa wprowadza outplacement do portfolio swoich usług (DBM Italia). Dzięki tym przejęciom, Gi Group staje się pierwszą włoską agencją zatrudnienia o obrotach przekraczających 360 milionów Euro, posiadającą 180 biur w całych Włoszech. W 2007 roku, wraz z wejściem na rynek niemiecki oraz polski, rozpoczyna się internacjonalizacja. Od roku 2008 Générale Industrielle oraz Worknet działają pod jedną nazwą – Gi Group. Ekspansja międzynarodowa dotyczy również rynków takich jak: Chiny, Francja, Brazylia, Hiszpania i Indie. Wejście na rynki: brytyjski, argentyński oraz rumuński następuje poprzez przejęcie Barnett McCall Recruitment.
Kolejne ważne przejęcie miało miejsce w roku 2015 kiedy to Holomatica, przedsiębiorstwo działające na brazylijskim rynku outsourcingu, staje się częścią Gi Groupi. W 2016 Gi Group kupuje dwa globalne domy szkoleniowe TACK oraz TMI.

## Społeczna odpowiedzialność biznesu
Gi Group skupia się m.in. na działaniach typu Corporate Social Responsibility. W 2014 r. opublikowany został pierwszy raport CSR Gi Group. W 2016 zorganizowano pierwszą globalną inicjatywę pt. “Destination Work”. W jej ramach pracownicy Gi Group prowadzili szereg szkoleń, których celem była edukacja osób szukających pracy.

## Gi Group w Polsce
Gi Group prowadzi w Polsce działalność w zakresie czasowego i stałego zatrudnienia, wyszukiwania i selekcji, doradztwa i szkoleń oraz usług komplementarnych. Do grupy Gi Group należą: Wyser (rekrutacje eksperckie oraz kadry kierowniczej średniego i wyższego szczebla), QiBit (outsourcing IT) oraz dywizja szkoleniowa Gi Group Training.
Głowna siedziba Gi Group w Polsce znajduje się w Warszawie. Ponadto przedsiębiorstwo posiada biura w następujących miastach: Bielsko-Biała, Ciechanów, Częstochowa, Gdańsk, Gliwice, Katowice, Lublin, Łódź, Poznań, Pruszków, Radomsko, Tychy, Wrocław.